# František Hajíč
František Hajíč (4. března 1910 – ???) byl český a československý politik Komunistické strany Československa a poúnorový poslanec Národního shromáždění ČSR.

## Biografie
V červnu 1945 se přestěhoval do vesnice Pláň v pohraničí. Pocházel od Soběslavi. Byla mu zde přidělena usedlost a 13 hektarů půdy. Vstoupil do KSČ. Počátkem roku 1950 patřil mezi první zakladatele JZD.
Po volbách roku 1954 byl zvolen do Národního shromáždění za KSČ ve volebním obvodu Plzeň. V parlamentu setrval až do konce funkčního období, tedy do voleb roku 1960. K roku 1954 se profesně uvádí jako účetní v JZD v obci Pláň.